# کنکور در ایران

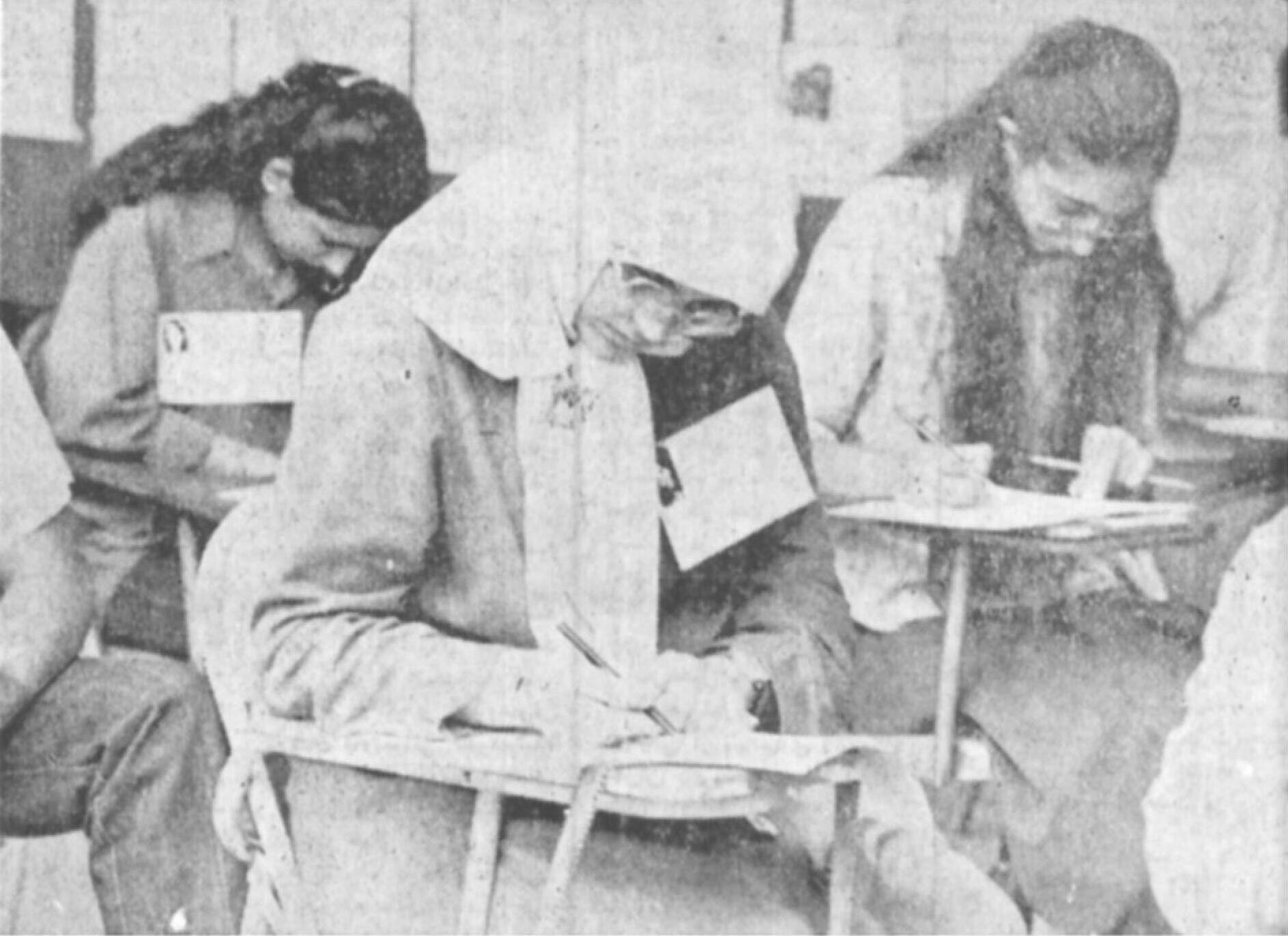
یک جلسه از کنکور در ایران قبل از انقلاب اسلامی ۱۳۵۷

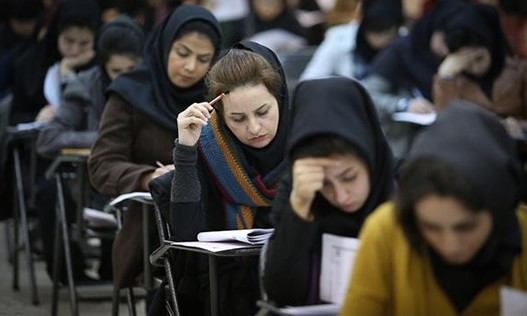
یک جلسه از کنکور در سال ۱۳۹۵

آزمون سراسری پذیرش دانشگاه‌های کشور که با نام کنکور نیز شناخته می‌شود، آزمونی است که همه ساله در ایران و بیرون از آن برای پذیرش دانشگاه‌های کشور برگزار شده و نمره گرفته شده در آن در کنار سوابق تحصیلی و سهمیه‌هایی که به گفته اکثر داوطلبان ناعادلانه و تحمیلی هستند، مبنای ورود به دانشگاه‌های ایران است.

### برگزار کننده آزمون سراسری
سازمان سنجش و آموزش کشور که سازمانی تحت نظر وزارت علوم، تحقیقات و فناوری است، متولّی اصلی برگزاری آزمون سراسری (کنکور)می باشد.
کنکور سراسری بر حسب مقطع مورد نظر توسط نهادهای گوناگون برگزار می‌گردد، این آزمون در مقطع کارشناسی تمام دانشگاه‌ها و مراکز آموزش عالی ایران و نیز کارشناسی ارشد و دکترای تخصصی کلیه دانشگاه‌ها و مراکز آموزش عالی دولتی ایران توسط سازمان سنجش آموزش کشور برگزار می‌گردد.
رشته‌های کارشناسی ارشد و دکتری تخصصی دانشگاه‌های آزاد اسلامی توسط مرکز پذیرش دانشگاه آزاد و برای رشته‌های کارشناسی ارشد و دکتری تخصصی علوم پزشکی و دوره‌های تخصص و فوق تخصص پزشکی، داروسازی و دندان‌پزشکی توسط مرکز سنجش وزارت بهداشت برگزار می‌گردد.
این آزمون هر سال در دو نوبت برگزار می‌گردد، نوبت اول در نیمه اول اردیبهشت و نوبت دوم در نیمه اول تیر ماه برای پنج گروه آزمایشی «علوم ریاضی و فنی»، «علوم تجربی»، «علوم انسانی» (شامل داوطلبان متقاضی شرکت در آزمون با منابع رشته علوم انسانی یا منابع رشته علوم و معارف اسلامی)، «زبان‌های خارجی» و «هنر» به‌طور جداگانه برگزار می‌شود. تا پیش‌از سال ۱۳۹۲ کنکور دانشگاه‌های آزاد توسط مرکز آزمون دانشگاه آزاد اسلامی و به صورت جداگانه از کنکور سراسری برگزار می‌شد و پس از آن با کنکور سراسری ادغام شد.
طبق مصوبه مجلس کنکور به تدریج حذف نمی شود و معیارهای دیگری برای ورود به دانشگاه در نظر گرفته شود.
همچنین بر اساس مصوبات شورای عالی انقلاب فرهنگی و در راستای حذف تدریجی کنکور، سوابق تحصیلی به تدریج سهم بیشتری از پذیرش دانشجو را خواهد داشت. در حال حاضر این میزان برای کنکور سراسری ۱۴۰۴ معادل ۶۰ درصد تأثیر قطعی در نظر گرفته شده است. منظور از سابقه تحصیلی همان نمرات امتحانات نهایی و تشریحی داوطلب در رشته تحصیلی دوره دوم متوسطه (در نظام آموزشی جدید یا ۶-۳-۳) یا دیپلم و پیش‌دانشگاهی (در نظام آموزشی قبلی) است.

## تقلب گسترده در امتحانات نهایی مدارس ایران
تقلب گسترده در امتحانات نهایی مدارس ایران یکی از چالش‌های نظام آموزشی ایران در سال‌های اخیر است.
از سال ۱۴۰۲ مصوبه شورای عالی انقلاب فرهنگی با موضوع تأثیر قطعی معدل در کنکور سراسری اجرا شد. پیش از این تأثیر معدل در کنکوری سراسری به‌صورت مثبت بود یعنی اثری منفی در نتایج کنکور سراسری نداشت.
علیرغم اینکه وزیر علوم در بهمن ۱۳۹۶ اعلام کرد طبق نظرسنجی سازمان سنجش آموزش کشور از داوطلبان حین برگزاری کنکور سراسری ۸۵ درصد داوطلبان تمایل به تأثیرگذاری سوابق تحصیلی در کنکور ندارند ولی شورای عالی انقلاب فرهنگی مصوبه تأثیر قطعی معدل را در سال ۱۴۰۰ تصویب کرد. همچنین طبق نظرسنجی اندیشکده مقابله با فقر و نابرابری آموزشی در مهر ماه ۱۴۰۳ مجدداً هشتاد و پنج درصد از دانش آموزان و اولیا و کادر آموزشی خواستار لغو تأثیر قطعی معدل در کنکور سراسری بودند.
طبق اعلام معاون آموزش متوسطه وزارت آموزش و پرورش در سال ۱۴۰۲، ۲۸۰۶ تخلف رسمی در حوزه امتحانات نهایی دبیرستان‌ها رخ داد که شامل ۱۶۷۲ مورد وسیله تقلب، ۳۵۹ استفاده از وسایل و ۱۳ مورد انتشار و افشای سوالات بعد از شروع آزمون نهایی مدارس اتفاق افتاد.
تأثیر قطعی معدل در کنکور سراسری موجب تشدید تقلب در امتحانات نهایی مدارس شده است.
مرکز بررسی‌های استراتژیک نهاد ریاست جمهوری در تاریخ ۵ تیر ماه ۱۴۰۰ در یک گزارش کارشناسی ۷ ایراد مصوبه تأثیر قطعی معدل شورای عالی انقلاب فرهنگی را اعلام کرد که یکی از آنها بالا رفتن انگیزه برای تقلب و تخلف در برگزاری امتحانات نهایی بوده است.

## تاریخچه

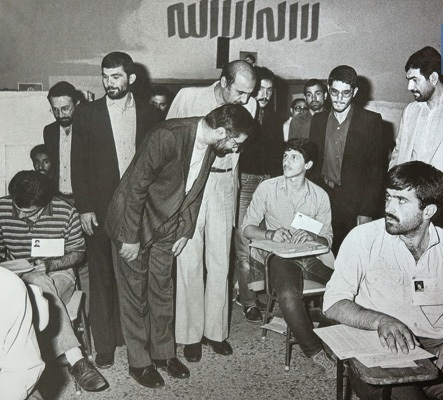
نخست‌وزیر موسوی در بازدید از یک مرکز برگزاری کنکور سال ۱۹۸۵م/۱۳۶۴ش.

### اوّلین کنکور ایران
اوّلین کنکور ایران در سال ۱۳۴۸ خورشیدی برگزار شد و ۴۷٬۷۰۳ نفر داوطلب در آن شرکت کردند. سؤالات اوّلین دورهٔ کنکور، به صورت سؤالات کوتاه پاسخ طرّاحی شده بود. در آزمون سال ۱۳۹۴ که چهل و ششمین کنکور ایران بود حدود ۸۵۰،۰۰۰ نفر داوطلب ورود به دانشگاه بودند که ۵۰۰،۰۰۰ نفر در رشته علوم تجربی ثبت نام کرده بودند.

### زمان برگزاری
کنکور در ایران به‌طور معمول تنها در تیرماه برگزار می‌گشت. آزمون سراسری سال ۱۴۰۲ برای نخستین بار دو مرتبه در سال برگزار شد، نوبت اول آن در دی‌ماه ۱۴۰۱ و نوبت دوم آن در تیر ۱۴۰۲. در سال ۱۴۰۲ مقرر شد تا کنکور از سال ۱۴۰۳ به بعد دو مرتبه در سال، یک نوبت در اردیبهشت‌ماه و یک نوبت در تیرماه برگزار گردد.
در سال‌های اخیر برگزاری کنکور سراسری، به خصوص کنکور تیرماه سال ۱۴۰۱، تقلب‌های گسترده و فراگیر صورت گرفت که واکنش‌های فراوانی به همراه داشت.

## تعداد شرکت‌کنندگان
بررسی‌ها نشان می‌دهد که تعداد متقاضیان شرکت در کنکور از سال ۱۳۸۰ تا سال ۱۳۹۷ روندی کاهشی داشته است. با این حال تعداد متقاضیان کنکور در سال ۱۳۹۸ نسبت به ۱۳۹۷ روندی افزایشی داشته است. تعداد شرکت‌کنندگان در کنکور سراسری سال ۱۳۹۸، ۱۱۱۸۷۹۳ نفر بوده است.
در آمار نهایی ثبت‌نام‌کنندگان داوطلبان کنکور سراسری ۹۶ مشخص شد که تعداد ۹۲۹/۷۹۱ نفر در مجموع ثبت‌نام کرده‌اند که پیشتازی داوطلبان کنکور تجربی نیز همچون سال‌های گذشته ادامه‌داشت که طبق آن ۵۸۰/۳۰۱ داوطلب در گروه آزمایشی علوم تجربی، ۱۴۸/۴۲۹ نفر در گروه آزمایشی علوم ریاضی، ۱۸۴/۱۲۲ نفر در گروه آزمایشی علوم انسانی، ۱۰/۴۸۵ نفر در گروه آزمایشی هنر و ۶/۴۵۴ داوطلب نیز در گروه آزمایشی زبان‌های خارجی ثبت‌نام کرده‌اند.
قبولی در دانشگاه‌های دولتی دشوار است و بسیاری از داوطلبان به علت استرس‌های مربوط به قبولی در کنکور آسیب‌های روحی و جسمی می‌بینند.
طبق گزارش رسمی سازمان سنجش در کنکور سال ۱۳۹۷، تعداد یک میلیون و ۱۱ هزار و ۳۶۰ نفر داوطلب شرکت کرده‌اند.
از سال ۱۳۹۲ سنجش و پذیرش دانشجو علاوه بر شیوهٔ فراگیر در دانشگاه پیام نور قبولی در دانشگاه در بیشتر رشته‌های تحصیلی در هر پنج گروه آزمایشی علوم تجربی، ریاضی و فیزیک، علوم انسانی، هنر و زبان خارجه از طریق قبولی به شیوهٔ سوابق تحصیلی «معدل کتبی سوم دبیرستان» در بیشتر دانشگاه پیام نور و دانشگاه آزاد اسلامی و دانشگاه غیرانتفاعی انجام گرفت و در دانشگاه جامع علمی کاربردی به صورت کامل از طریق پذیرش با سوابق تحصیلی انجام گرفت و در سال ۱۳۹۴ بیشتر از ۲۰٪ رشته محل‌های دانشگاه‌های سراسری و بیش از ۷۰٪ دانشگاه‌های دیگر کشور منحصراً پذیرش از طریق سوابق تحصیلی صورت گرفت.
به علت استرس‌های کنکور و همچنین سوءاستفاده موسسات کشور که به مافیای کنکور مشهور است، حذف کنکور مورد بررسی است اما علتی که بسیاری از افراد را دلواپس کرده است، نبود جایگزینی مناسب برای سنجش افراد است.

#### تعداد داوطلبان کنکور بین سال‌های ۹۴ تا ۹۸ به تفکیک جنسیت
| سال  | تعداد کل شرکت کنندگان | شرکت‌کننده خانم | شرکت‌کننده آقا |
| ---- | --------------------- | -------------- | ------------- |
| ۱۳۹۳ | ۱٬۰۳۱٬۳۲۲             | ۶۰۸٬۸۵۲        | ۴۲۲٬۴۷۰       |
| ۱۳۹۴ | ۸۸۰٬۷۵۶               | ۵۱۸٬۱۵۷        | ۳۶۲٬۵۹۹       |
| ۱۳۹۵ | ۸۶۰٬۱۰۹               | ۵۰۹٬۰۱۹        | ۳۵۱٬۰۹۰       |
| ۱۳۹۶ | ۹۲۹٬۷۹۱               | ۵۴۸٬۲۲۰        | ۳۸۱٬۵۷۱       |
| ۱۳۹۷ | ۱٬۰۱۱٬۳۶۰             | ۵۹۹٬۱۲۱        | ۴۱۲٬۲۶۳       |
| ۱۳۹۸ | ۱٬۱۱۸٬۲۳۳             | ۶۴۸٬۷۵۴        | ۴۷۰٬۰۳۹       |
| ۱۳۹۹ | ۱٬۱۴۶٬۱۲۸             | ۶۶۸٬۰۰۶        | ۴۷۸٬۱۲۲       |
| ۱۴۰۰ | ۱٬۳۶۷٬۹۳۱             | ۶۶۲٬۱۱۴        | ۴۴۹٬۷۰۴       |
| ۱۴۰۱ | ۱٬۴۴۸٬۹۵۹             | ۹۱۴٬۹۵۴        | ۵۷۴٬۰۰۵       |
| ۱۴۰۲ | ۱٬۱۱۹٬۴۳۶             | ۶۸۷٬۴۲۰        | ۴۳۲٬۰۱۶       |
| ۱۴۰۳ | ۹۸۴٬۲۱۴               | ۶۲۰٬۵۵۷        | ۳۶۳٬۶۵۷       |

در آزمون سراسری سال ۹۴, ۸۸۰ هزار و ۷۵۶ نفر شرکت نمودند، که از این تعداد ۵۱۸ هزار و ۱۵۷ نفر زن و ۳۶۲ هزار و ۵۹۹ نفر مرد بودند یا به عبارت دیگر ۵۸٫۸۳ درصد از داوطلبان زن و ۴۱٫۱۷ درصد از داوطلبان مرد بودند. در آزمون سراسری سال ۹۵ تعداد ۸۶۰ هزار و ۱۰۹ نفر داوطلب ثبت نام کردند، که از این تعداد ۵۰۹ هزار و ۱۹ نفر زن و ۳۵۱ هزار و ۹۰ نفر مرد بودند یا به عبارت دیگر ۵۹٫۱۸ درصد از داوطلبان زن و ۴۰٫۸۲ درصد از داوطلبان مرد بودند. در آزمون سراسری ۹۶ جمعاً تعداد ۹۲۹هزار و ۷۹۱ داوطلب ثبت‌نام نمودند، که از این تعداد ۵۴۸ هزار و ۲۲۰ نفر زن و ۳۸۱ هزار و ۵۷۱ نفر داوطلبان مرد شرکت کرده بودند.
در آزمون سراسری ۹۸ تعداد داوطلبان کنکور ۹۸ یک میلیون و ۱۱۸ هزار و ۷۹۳ نفر می‌باشد.

### رقابت در کنکور
در سال‌های اخیر، توجه داوطلبان کنکور به رشتهٔ تجربی بیش از پیش شده است. به طوری‌که تعداد شرکت‌کنندگان داوطلبان در کنکور تجربی در سال ۱۳۹۵ به ۵۱۹٫۴۸۸ نفر رسید. این در حالی است که در همین سال تعداد شرکت‌کنندگان کنکور ریاضی فیزیک به ۱۶۲٫۸۷۹ نفر و تعداد شرکت‌کنندگان کنکور علوم انسانی به ۱۶۱٫۵۰۰ نفر و تعداد شرکت‌کنندگان کنکور هنر ۵۴٫۶۹۷ نفر و در کنکور منحصراً زبان به ۱۱۵٫۷۱۰ نفر بود.
طبق این آمار، تعداد شرکت‌کنندگان کنکور تجربی در سال ۹۵ بیش از ۳ برابر داوطلبان کنکور علوم ریاضی‌فیزیک و علوم انسانی می‌باشد. علّت این امر بازار کار رشته‌های تحصیلی تجربی است.
از نکات جالب کنکور، احتمال قبولی متقاضیان با توجه به تعداد داوطلبان و ظرفیت دانشگاه‌ها است که به شرح ذیل است:
تجربی ۲۴٪
ریاضی ۱۱۸٪
انسانی ۹۰٪
هنر ۴۱٪
زبان ۲۷٪

### بومی گزینی
سیاست‌های بومی گزینی که عمدتاً با هدف:
1. کاهش مشکلات اقامتی و معیشتی دانشجویان و دانشگاه (نظیر مشکل کمبود خوابگاه، افت تحصیلی ناشی از دوری خانواده و مشکلات اقتصادی).
2. کاهش مهاجرت‌های درون کشوری اتخاذ خواهد شد.

چند نوع پذیرش برای رشته‌ها به وجود آورد، از جمله: کشوری، قطبی، استانی و… که براساس محل دریافت مدرک است.
همچنین میتوان به تأثیر پذیر بودن آن اشاره ویژه ای کرد.
و رشته‌ها با توجه به نوع گزینش و موقعیت فرد توزیع می‌شود.

### برگزاری کنکور برای ناتوانان
کنکور سراسری که برای معلولان برگزار می‌شود تفاوتی از نظر نوع و شمار سوالات با کنکور دانش آموزان دیگر ندارد و همان سوالات و شرایط را می‌گذرانند. اما ضوابط و مقرارت دگرگونی وجود دارد که این آزمون برای این دسته از افراد هموار شود. برای مثال زمان پاسخگویی به سؤالات با توجه به نوع ناتوانی داوطلب برای دروسی مانند ریاضیات، فیزیک و شیمی یک و نیم برابر بیشتر از دیگر داوطلبان و برای دروس دیگر یک‌سوم برابر زمان دیگر داوطلبان تعیین می‌شود.

#### سوالات کنکور ناتوانان
سؤالات دروس عمومی برای نابینایان در تمامی گروه‌های آزمایشی به خط بریل تهیه می‌شود و برای کسانی که با خط بریل آشنا نیستند، منشی هم در نظر گرفته می‌شود.
در دروس فلسفه و منطق، زبان و ادبیات فارسی، روان‌شناسی، علوم اجتماعی، تاریخ و ریاضی گروه علوم انسانی و درس زبان انگلیسی تخصصی گروه زبان‌های خارجی سؤالات به صورت خط بریل تهیه می‌شود. همچنین برای داوطلبان کم بینا سؤالات به خط درشت تهیه می‌شود.
برای ناتوانان جسمی حرکتی که از ناحیه دست مشکل داشته باشند، منشی در نظر گرفته می‌شود و دیگر معلولان جسمی حرکتی دارای صندلی چرخدار نیز با همان صندلی البته در طبقات همکف حوزه امتحانی آزمون می‌دهند.

## تأثیر معدل در کنکور و تغییر در شیوه برگزاری
براساس مصوبات شورای عالی انقلاب فرهنگی در تاریخ ۱ تیر ۱۴۰۰، از سال ۱۴۰۲ در پذیرش دانشگاه‌ها سهم سوابق تحصیلی ۴۰ درصد و سهم کنکور سراسری ۶۰ درصد خواهد بود.
همچنین کنکور سراسری از سال ۱۴۰۲ مختص دروس تخصصی است و دروس عمومی با توجه به سوابق تحصیلی (نمرات کسب شده در پایه‌های دهم و یازدهم و دوازدهم) ارزیابی می‌شود همچنین کنکور سراسری دو بار در سال برگزار خواهد شد و نتایج آزمون‌ها تا ۲ سال اعتبار خواهد داشت.
دبیر شورای عالی انقلاب فرهنگی در بهمن ۱۴۰۰، با بیان این‌که تلاش علمی سال‌های دهم، یازدهم و دوازدهم دوران دبیرستان در کنکور تأثیر قطعی پیدا می‌کند، گفت: بر مبنای این مصوبه، معدل کتبی سال دوازدهم و اعمال آن در سال ۱۴۰۲ و ۱۴۰۳ ; معدل کتبی سال یازدهم و دوازدهم برای پذیرش در سال ۱۴۰۴؛ و معدل کتبی سال دهم و یازدهم و دوازدهم در سال ۱۴۰۵ تأثیر قطعی خواهد داشت. بر اساس این مصوبه سهم ۶۰ درصد ارزیابی توانائی داوطلبان کنکور به دوره تحصیلی دبیرستان منتقل می‌شود و صرفاً طی ۴ ساعت کنکور، سرنوشت دانش‌آموزان تعیین نخواهد شد و وزن بیشتر به علم و دانش عمیق دانش‌آموزان اختصاص پیدا خواهد کرد.
در ۲۵ تیر ماه ۱۴۰۱ مصوبه کنکوری شورای عالی انقلاب فرهنگی به همراه اصلاحیه آن توسط سید ابراهیم رئیسی ابلاغ شد و مبنای کنکور ۱۴۰۲ به بعد قرار گرفت به این صورت که تأثیر قطعی معدل برای سال ۱۴۰۲، ۴۰ درصد قطعی برای پایه دوازدهم، ۱۴۰۳، ۵۰ درصد قطعی برای پایه دوازدهم، ۱۴۰۴، ۶۰ درصد قطعی برای یازدهم و دوازدهم و برای ۱۴۰۵، ۶۰ درصد قطعی برای دهم، یازدهم و دوازدهم اعمال شود.
در ایران کنکور دکتری در ۲ مرحله برگزار می‌شود. براساس مصوبه مجلس ۵۰ درصد نمره آزمون دکتری از طریق آزمون دروس تخصصی و ۵۰ درصد بقیه به صورت مصاحبه علمی انجام می‌شود و نتایج اولیه معمولاً اواخر فروردین و انتخاب رشته بر اساس کارنامه معمولاً نیمه اول اردیبهشت ماه اعلام خواهد شد. جلسات مصاحبه معمولا در بازه زمانی اواسط تیرماه تا مرداد و نتایج نهایی در شهریور ماه از طریق سایت سنجش اطلاع‌رسانی خواهد شد.
این مصوبات از سوی مجلس شورای اسلامی و نیز جمعیت فراوانی از فرهنگیان، دانش آموزان، والدین آنان و کنشگران و فعالان حوزه کنکور مورد مخالفت قرار گرفته است.

### پذیرش قهرمانان المپیک
در خلال برگزاری بازی‌های المپیک تابستانی ۲۰۲۴ (تیرماه ۱۴۰۳)، سرپرست سازمان ملی سنجش و ارزشیابی نظام آموزش کشور اعلام کرد که مدال آوران المپیک می‌توانند بدون شرکت در کنکور، در رشته علوم ورزشی ادامه تحصیل دهند. دانشگاه تهران، دانشگاه شهید بهشتی و دانشگاه الزهرا اولین دانشگاه‌هایی بودند که آمادگی خود را برای پذیرش مدال آوران المپیک اعلام کردند.

## سهمیه‌های کنکور سراسری
سه تا از عمده سهمیه های کنکور سراسری به شرح زیل می باشد:

### سهمیه شاهد و ایثارگر۲۵درصد
[ویرایش]
این سهمیه به جانبازان ۲۵ درصد و بالاتر و همسر و فرزندان آنها، همسر و فرزندان شهدا و مفقودالاثر و آزادگان و همسر و فرزندان آنها تعلق می‌گیرد. در مورد نحوه اعمال این سهمیه می‌توان گفت که رتبه کشوری داوطلبان دارنده سهمیه ایثارگری ۲۵ درصد، تقسیم بر ۲۰ الی ۴۰ می‌شود.اگر ظرفیت در نظر گرفته شده برای داوطلبان 25 درصد توسط این افراد تکمیل نگردد مابقی این سهمیه به افراد دارای سهمیه 5 درصد تعلق می گیرد .افراد دارای سهمیه 25 درصد در پذیرش در آزمون های استخدامی کشوری ، کنکور کارشناسی ارشد ، کنکور مقطع دکتری ، کنکور مقطع تخصص و فوق تخصص پزشکی نیز طبق قانون جامع خدمات رسانی به ایثارگران نیز دارای سهمیه هستند.
افراد مشمول سهمیه شاهد و ایثارگر۲۵درصد: جانبازان و آزادگان،همسران و فرزندان شهیدان،همسران و فرزندان جانبازان (25% و بالاتر)،فرزندان و همسران آزادگان (1 سال و بالای 1 سال اسارت)،پدر، مادر، خواهر و برادر شهدا

### سهمیه ایثارگران ۵ درصد و رزمندگان
[ویرایش]
این سهمیه به جانبازان زیر ۲۵ درصد و همسر و فرزندان آنها و نیز همسر و فرزندان رزمندگان با حداقل ۶ ماه حضور داوطلبانه و یا داوطلبانی که زمان جنگ به صورت سرباز یا نیروی کادری (پایور) در جبهه حضور داشتند، سه چهارم مدت حضور این دسته از داوطلبان داوطلبانه در نظر گرفته می شود که اگر این مدت مذکور بیش از 6 ماه باشد، مشمول سهمیه رزمندگان می شود. تأثیر این سهمیه بسیار کمتر از سهمیه ۲۵ درصدی است، به نحوی که رتبه کشوری داوطلبان دارای سهمیه ۵ درصدی تقسیم بر 15می‌شود.
اگر ظرفیت در نظر گرفته شده برای داوطلبان 25 درصد توسط این افراد تکمیل نگردد مابقی این سهمیه به افراد دارای سهمیه 5 درصد تعلق می گیرد .افراد دارای سهمیه 5 درصد در پذیرش در آزمون های استخدامی کشوری ، کنکور کارشناسی ارشد ، مقطع دکتری ، کنکور مقطع تخصص و فوق تخصص پزشکی نیزطبق قانون جامع خدمات رسانی به ایثارگران نیز دارای سهمیه هستند.
افراد مشمول سهمیه ایثارگران ۵ درصد و رزمندگان: رزمندگان (با سابقه حداقل 6 ماه حضور داوطلبانه در جبهه) ، همسر و فرزندان رزمندگانی که حداقل 6 ماه در جبهه حضور داوطلبانه داشتند.،فرزندان جانبازان زیر 25%،فرزندان آزادگان کمتر از 1 سال اسارت

### سهمیه مناطق
[ویرایش]
تمامی داوطلبان کنکور سراسری مشمول این سهمیه هستند. کلیه نقاط کشور، براساس رفاه آموزشی و امکان استفاده از این امکانات به ۳ منطقه یک، دو و سه تقسیم می‌گردد. این سهمیه برای داوطلبان کنکوری بر اساس محل اخذ مدرک تحصیلی سه سال آخر دوره دبیرستان هر داوطلب در نظر گرفته می‌شود.
در واقع هدف از تقسیم داوطلبان بر اساس مناطق سه‌گانه این بوده که تأثیر جمعیت شهر، امکانات آموزشی و سایر آیتم‌ها روی نتیجه کنکور داوطلبان تأثیر تعیین‌کننده‌ای نداشته باشند و عدالت اجرا شود. پس طبیعتاً فرقی نمی‌کند سهمیه شما برای کدام منطقه باشد و شانس قبولی در مناطق سه‌گانه با یکدیگر برابر است. برای مثال در منطقه ۳ رقابت بین داوطلبان کمتر از منطقه ۱ و ۲ است اما از طرفی جمعیت داوطلبان منطقه ۳ بیشتر از سایر مناطق(تعداد داوطلبان منطقه 3 دو برابر منطقه 1) است.

## چالش‌ها
برگزاری کنکور همه ساله با چالش‌های متعددی همراه بوده است. چالش‌های همچون تعیین سطح سختی سوالات، جلوگیری از تقلب، تأثیر آموزش مدارس در ارزشیابی و بسیاری دیگر از مشکلات که در نهایت باعث احتمال حذف کنکور برای پذیرش در دانشگاه‌ها شده‌اند.

### سطح سوالات
بنا بر گفته مسئولان سازمان سنجش هدف از برگزاری کنکور، جدا کردن ۵٪ اول داوطلبان هر گروه آزمایشی (جهت انتخاب رشته در رشته‌های پرطرفدار است) و به همین خاطر مجبور هستند هر سال یک یا چند درس را دشوار طرح کنند.
این موضوع در کنکور سراسری سال ۱۳۹۹ موجب اعتراضات شدیدی بخاطر سطح بسیار دشوار درس شیمی و در کنکور سراسری سال ۱۴۰۰ در درس ریاضی شده است. همچنین در سال ۱۴۰۲ به دلیل سختی بیش از حد سوالات در امتحانات نهایی و درس ریاضی در کنکور مورد اعتراض قرار گرفت.

### عدم یادگیری مناسب
کنکور باعث می‌شود که مهارت محوری در دانش آموزان نادیده گرفته شود و حتی در برخی موارد حافظه محوری نیز با این شیوهٔ ارزیابی در دانش آموزان عملکرد مناسبی نداشته باشد. در حال حاضر کتاب‌های کمک آموزشی موسسات دانش‌آموزان را به سمت و سوی پاسخ سوالات کنکور می‌برند، در حقیقت یادگیری که باید هدف اصلی باشد، کاملاً از بین می‌رود؛ چراکه حافظه تا حد محدودی تقویت می‌شود و این حافظه کامل و جامع نیست. در واقع با این شیوه‌های کنکوری مطالب در حافظه بلندمدت دانش آموزان انباشت نمی‌شود، بلکه به صورت تقطیع شده و بریده بریده در ذهن جای می‌گیرد. کنکور دانش‌آموزان را به مطالعه و یادگیری با استفاده از تکرار سوق می‌دهد که مخالف با یادگیری مفهومی و چالشی است. در فرایند یادگیری فعال، دانش آموزان برای یادگیری باید در چالش حل مسائل و یافتن راه حل مشارکت داشته باشند که باعث می‌شود به سطح بالاتری از دانش، مهارت و نگرش در مطالب آموزشی برسند. در یادگیری چالشی فرد پس از آموزش اولیه خود را با سوالات به چالش می‌کشد و با مسئله مواجه می‌کند و در طی جستجو و تلاش برای پیدا کردن راه حل هر مسئله با جزئیات و پیچ و خم‌های مختلف موضوع آشنا می‌شود این روش باعث می‌شود فرد از فهم سطحی در بازه موضوع مطالعه گذر کند و دید عمیق‌تر و مفهومی‌تری نسبت به مطالب پیدا کند.

### عدم برقراری عدالت آموزشی
در شرایطی که همه دانش آموزان از فرصت‌های برابری برای آمادگی جهت شرکت در امتحانات نهایی و کنکور برخوردار نیستند؛ عدالت آموزشی همچنان با سیستم برگزاری کنکور دست نیافتنی است.

تعداد و نسبت داوطلبان و پذیرفته‌شدگان کنکور سراسری ایران بین سال‌های ۱۳۷۹ تا ۱۳۹۲.

### ایجاد مافیاهای کنکور
مافیاهای کنکور در واقع مؤسساتی هستند که از طریق کنکور درآمدهای بسیاری کسب می‌کنند و به گونه‌ای سرنوشت دانش‌آموزان و کنکور را دست‌خوش تغییر می‌کنند. این موضوع باعث ایجاد فسادهای مالی و کلاهبرداری‌های بسیاری از طریق کنکور شده است. موسساتی مانند قلم چی و گاج از جمله بزرگترین موسسات مافیایی کنکور هستند که کارشناسان آنها را مقصر و مانع اصلی برای حذف کامل کنکور می‌دانند 

### تقلب در کنکور
هر ساله سازمان سنجش به نتایج تعدادی از داوطلبان مشکوک می‌شود و برخی خبرگزاری‌ها ادعای تقلب در کنکور را مطرح می‌کنند.

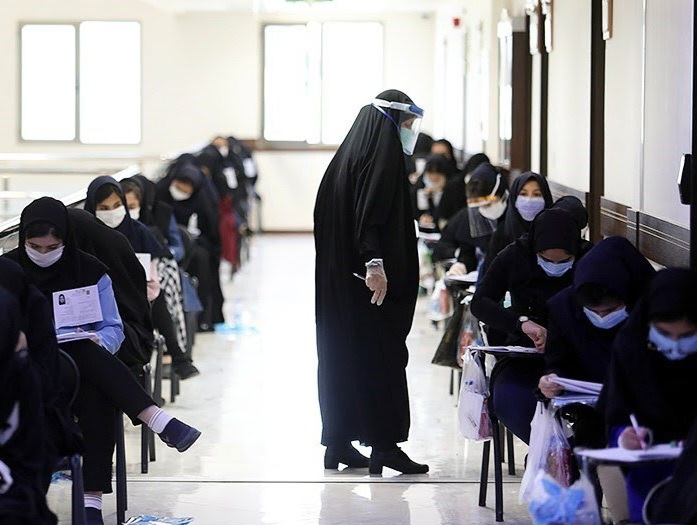
یک مراقب کنکور برای جلوگیری از تقلب در زمان دنیاگیری کووید-۱۹ در سال ۱۳۹۹

تقریباً از سال ۹۷ بحث تقلب در کنکور داغ است. بیش از ۳۰۰ نفر متخلف و متقلب در کنکور ۹۸ شناسایی شدند. در کنکور ۱۴۰۰ موسسات و افرادی ادعا کردند که سوالات کنکور همه رشته‌ها را می‌فروشند. کنکور ۱۴۰۱ با حواشی زیادی از جمله استفاده از وسایل الکترونیکی و پخش سوالات همراه بود. همچنین در سال‌های ۱۴۰۱ و ۱۴۰۲ موضوع تقلب در امتحانات نهایی که نمرات این امتحان‌ها در گزینش داوطلبان کنکور تأثیر دارد، مطرح شد.

### حذف کنکور
اکنون با نگریستن به افزایش گنجایش پذیرش دانشگاه‌ها در ایران، بحث‌هایی بر سر حذف کنکور در ایران وجود دارد و برخی نمایندگان مجلس خواهان حذف آن می‌باشند، ولی دیگر نمایندگان بر این باورند که هنوز زیرساخت‌های لازم برای حذف کنکور وجود ندارد و برای همین پرونده این حذف بازمانده است.

## سوالات عمومی و اختصاصی
داوطلبان کنکور در ۵ گروه آزمایشی با یکدیگر رقابت می‌کنند. هر کدام از این ۵ گروه آزمایشی به تعداد مشخصی سؤال پاسخ می‌دهند. این سوالات در قالب دو دفترچه سؤال تنظیم شده و در اختیار آنها قرار می‌گیرد:
باتوجه به حذف دروس عمومی از کنکور ۱۴۰۲، تنها یک دفترچه اختصاصی شامل دروس تخصصی هر رشته ارائه می‌شود.

### دروس عمومی
تا سال ۱۴۰۲، ۴ درس  زبان و ادبیات فارسی، دین و زندگی، زبان انگلیسی و زبان عربی در کلیه آزمون‌ها به‌عنوان دروس عمومی مورد سؤال واقع می‌شدند. دفترچه‌های راهنمای آزمون ورودی دانشگاه‌ها و مراکز آموزش عالی بر طبق مصوبات شورای عالی انقلاب فرهنگی، از تغییرات مهم کنکور ۱۴۰۲ افزایش سهم معدل کتبی نهایی سال دوازدهم در نتایج کنکور بوده است. این تأثیر چیزی به اندازه ۵۰ درصد است که بر اساس سابقه تحصیلی سال دوازدهم و بر مبنای ۱۱ درسی است که امتحانات آن مشترکاً و در مدارس سراسر کشور برگزار شده است و بر اساس این مصوبات از این پس دروس عمومی از کنکور حذف شده و سهم تأثیر آن به سوابق تحصیلی نمرات پایه دوازدهم و آزمون تستی کنکور صرفاً از دروس اختصاصی خواهد بود.
سهم معدل امتحانات نهایی که دروس عمومی نقش بسزایی در آن دارند، در کنکور ۱۴۰۳، ۶۰ درصد قطعی و سهم امتحان نهایی پایه‌های یازدهم و دوازدهم و ۴۰ درصد نمره آزمون سراسری(کنکور) است.

### دروس اختصاصی
دروس اختصاصی گروه‌های آزمایشی مختلف عبارت‌اند از:
- علوم ریاضی و فنی:

ریاضیات (شامل: ریاضی ۱، حسابان (۱٬۲)، هندسه (۱، ۲، ۳)، آمار و احتمال و ریاضیات گسسته)، فیزیک (۱، ۲، ۳)و شیمی (۱، ۲، ۳)
- علوم تجربی:

زیست‌شناسی(۱٬۲٬۳)، زمین‌شناسی، ریاضی(۱٬۲٬۳)، فیزیک (۱، ۲، ۳)و شیمی (۱، ۲، ۳)
- علوم انسانی:

زبان و ادبیات فارسی (کتاب‌های علوم و فنون ادبی ۱، ۲ و ۳)، زبان عربی، اقتصاد، جامعه‌شناسی، روان‌شناسی، فلسفه و منطق، تاریخ، جغرافیا، ریاضی و آمار.
- زبانهای خارجی:

زبان خارجی تخصّصی (انگلیسی، فرانسه یا آلمانی یا روسی یا ایتالیایی)
- هنر:

درک عمومی هنر، درک عمومی ریاضی-فیزیک، خلاقیت تصویری و تجسمی.

## آزمون‌های آزمایشی
با توجه به رقابتی تر شدن کنکور سراسری در ایران و فشار روانی جلسه کنکور برای بسیاری از داوطلبان، موسساتی با هدف برگزاری آزمون‌های آزمایشی مشابه کنکور شروع به فعالیت کردند. این موسسات طبق برنامه زمان‌بندی شده‌ای هر دو تا سه هفته یکبار اقدام به برگزاری آزمونی مشابه با کنکور سراسری کرده تا داوطلبان با شرکت در آن بتوانند مهارت‌های آزمونی خود را به چالش بکشند. پایه‌گذار آزمون‌های آزمایشی کاظم قلم چی بود که در سال ۱۳۷۲ اولین آزمون آزمایشی اش را در زیر زمین دبستانی با حدود ۶۰ نفر شرکت کننده برگزار کرد.
از آزمون‌های آزمایشی که در ایران برگزار می‌شود می‌توان به قلمچی، ماز، گاج، خیلی سبز، گزینه دو و سنجش اشاره کرد.

## گروه‌های آزمایشی و رشته‌ها

### گروه آزمایشی علوم ریاضی و فنی
گروه آزمایشی علوم ریاضی و فنی از گروه‌های پنجگانه آزمون سراسری ورود به دانشگاه‌ها (آموزش عالی) است که به‌طور مستقل آزمون ورودی برگزار می‌کند و رشته‌هایی در مقاطع مختلف تحصیلی دارد.
دانش‌آموزان علاقه‌مند به رشته ریاضی - فیزیک باید قدرت درک، فهم و تجزیه و تحلیل بالایی در دروس ریاضی، فیزیک و شیمی داشته و پایه درسی آنها در دروس نامبرده قوی باشد. دانش‌آموزان این رشته می‌توانند در مقاطع بالاتر (دانشگاهی) به تحصیلات خود در رشته‌های فنی و مهندسی ادامه دهند.
طبق آماری که در سال ۹۶ منوط بر ظرفیت دانشگاه‌ها بر اساس شرکت کننده‌های کنکور ریاضی اعلام شده از تقریباً ۲۳۵۰۰۰ نفر ظرفیت با آزمون و بدون آزمون، تقریباً ۶۶۰۰۰ نفر با آزمون به دانشگاه راه پیدا خواهند کرد.
در گروه آزمایشی علوم ریاضی و فنی، ریاضیات به عنوان مهم‌ترین و اصلی‌ترین ماده امتحانی اهمیت بسیاری دارد.
ضرایب دروس تخصصی کنکور ریاضی
| دروس  | ضرایب |
| ----- | ----- |
| ریاضی | ۱۲    |
| فیزیک | ۹     |
| شیمی  | ۷     |

### گروه آزمایشی علوم تجربی
گروه آزمایشی علوم تجربی از گروه‌های پنج‌گانه آزمون سراسری ورود به دانشگاه‌ها (آموزش عالی) است که به‌طور مستقل آزمون ورودی برگزار می‌کند و رشته‌هایی در مقاطع مختلف تحصیلی دارد.
کنکور تجربی تنوع بسیار بالایی در سوالات خود دارد به گونه ای که داوطلبان در دروس زیست‌شناسی و زمین‌شناسی با قالبی حفظی-مفهومی روبرو خواهند شد و این در حالی ست که دروس ریاضی و فیزیک دانش استدلالی و محاسباتی را محک می‌زند؛ یا درس شیمی که تلفیقی از مهارت‌های گفته شده است.
مواد تخصصی امتحانی این گروه برگرفته از دروس تخصصی رشته تحصیلی علوم تجربی از شاخه متوسطه نظری است. این رشتهٔ دبیرستانی دربارهٔ علوم تجربی و طبیعی بحث می‌کند. از مهم‌ترین دروس این رشته زیست‌شناسی می‌باشد که در کنکور نیز بالاترین ضریب را دارد. از مباحث اصلی دروس زیست‌شناسی می‌توان به زیست‌شناسی و بهداشت محیط، زیست گیاهی، زیست جانوری، زیست سلولی مولکولی و ژنتیک و… اشاره کرد. شرکت کنندگان در گروه آزمایشی علوم تجربی باید پایه و بنیه علمی قوی در درس زیست‌شناسی داشته و به‌راحتی از پس مسائل ریاضی، فیزیک (در حد علوم تجربی) و شیمی برآیند.
درس زیست‌شناسی در رشته تجربی مهم‌ترین درس است و ضریب ۱۲ را داراست.
| دروس      | ضرایب |
| --------- | ----- |
| زمین‌شناسی | ۱     |
| ریاضی     | ۷     |
| زیست‌شناسی | ۱۲    |
| فیزیک     | ۷     |
| شیمی      | ۹     |

### گروه آزمایشی علوم انسانی (و علوم و معارف اسلامی)
گروه آزمایشی علوم انسانی از گروه‌های پنجگانه آزمون سراسری آموزش عالی ورود به دانشگاه‌ها (کنکور) است. این گروه آزمایشی به‌طور مستقل آزمون ورودی و رشته‌هایی در سطح کارشناسی و کاردانی دارد.
پذیرش در کنکور علوم انسانی به مراتب از کنکور ریاضی و کنکور تجربی بیشتر و بهتر است و از ۳۱۰۸۶۴ نفر شرکت کننده در سال ۹۶، تعداد ۵۴۴۰۷ نفر در رشته‌های انسانی باآزمون پذیرفته شده‌اند.
در کنکور انسانی سال ۹۹ تعداد ۳۱۴۴۹۸ نفر ثبت نام کردند. از این تعداد ۴۴۶۲۱ نفر غایب بودند.
مواد تخصصی امتحانی آن از دروس تخصصی رشتهٔ تحصیلی علوم انسانی است که خود از شاخهٔ متوسطهٔ نظری است. رشتهٔ علوم انسانی بیشتر تأکید بر مباحث مرتبط با تفکّر آدمی (دروس فلسفه و منطق و روان‌شناسی)، جامعه و مسائل مرتبط با آن (جامعه‌شناسی، تاریخ، جغرافیا و اقتصاد) و مهم‌تر از همه زبان (ادبیات فارسی و عربی) که وسیلهٔ درک و انتقال پیام میان انسانها است، دارد.
دربارهٔ داوطلبان دیپلمه علوم و معارف اسلامی: داوطلبانی که دارای دیپلم رشته علوم و معارف اسلامی هستند (رشته علوم و معارف اسلامی در اکثر دروس با رشته علوم انسانی مشترک است) نیز می‌توانند با شرکت در رشته علوم انسانی و انتخاب گزینهٔ تقاضای آزمون از منابع رشته علوم و معارف اسلامی؛ در منابع عمومی و تخصصی این رشته که با رشته علوم انسانی تفاوت دارند (عربی ۱، ۲ و ۳ [عربی رشته معارف مفصل‌تر و پیشرفته‌تر از سایر رشته‌ها می‌باشد]؛ تاریخ (در رشته علوم و معارف اسلامی به جای تاریخ ۱، ۲ و ۳؛ تاریخ اسلام ۱ و ۲ و تاریخ ۳ (ایران معاصر) تدریس و مطالعه می‌شود؛ و همچنین دین و زندگی (که منبع تخصصی آن در این رشته کتب اصول عقاید ۱، ۲ و ۳ می‌باشد) به سوالات طرح‌شده از منابع خودشان پاسخ دهند؛ در ارزیابی با جامعه کل گروه آزمایشی علوم انسانی سنجیده می‌شوند و در انتخاب رشته هم تفاوتی با داوطلبان علوم انسانی ندارند.
دروس تخصصی زیرگروه علوم انسانی در نظام جدید
ریاضی - اقتصاد - علوم و فنون ادبی (ادبیات تخصصی) - زبان عربی - تاریخ (تاریخ ۱ و ۲ و ۳) - جغرافیا -  علوم اجتماعی (جامعه‌شناسی) - فلسفه و منطق - روان‌شناسی.

#### ضرایب دروس تخصصی در زیرگروه‌های علوم انسانی
| دروس            | ضرایب |
| --------------- | ----- |
| ادبیات فارسی    | ۸     |
| زبان عربی       | ۵     |
| ریاضی           | ۶     |
| اقتصاد          | ۲     |
| تاریخ و جغرافیا | ۵     |
| علوم اجتماعی    | ۵     |
| فلسفه و منطق    | ۵     |
| روان‌شناسی       | ۲     |

#### تغییرات در کنکور علوم انسانی نظام جدید
در تاریخ آموزش و پرورش نظام‌های آموزشی مختلفی از ابتدا تاکنون وجود داشتند. آخرین نظام آموزشی که در حال حاضر در سیستم آموزش و پرورش در حال اجراست، با نام نظام ۳-۳-۶ می‌باشد. این نامگذاری اشاره به ۶ سال دوره ابتدایی (۳ سال دوره اول ابتدایی / ۳ سال دوره دوم ابتدایی) و ۳ سال دوره اول دبیرستان یا همان دوره راهنمایی و ۳ سال دوره دوم دبیرستان دارد. رشته علوم انسانی در دوره دوم متوسطه نظام آموزشی جدید قرار دارد. در نظام جدید آموزشی این رشته تغییرات زیادی اتفاق افتاده است. مهم‌ترین آن‌ها را می‌توان این‌طور گفت:
1. کاهش تعداد کتاب‌های درسی ادبیات فارسی عمومی به ۳ کتاب در هر ۳ سال.
2. کاهش قواعد در کتاب‌های عربی.
3. جدا شدن کتاب درسی دین و زندگی رشته علوم انسانی از رشته‌های تجربی و ریاضی.
4. تغییرات زیادی که در محتوا و اهداف آموزشی کتاب درسی ریاضی و آمار اتفاق افتاده است.
5. کم شدن تعداد کتاب‌های درسی ادبیات اختصاصی با اهداف آموزشی متفاوت از نظام قدیم سالی - واحدی.
6. تغییرات بسیار زیاد در کتاب‌های تاریخ، جغرافیا، جامعه‌شناسی، روان‌شناسی، جامعه‌شناسی و فلسفه.